# Finland i olympiska sommarspelen 1980
Finland deltog i sommar-OS 1980 i Moskva, Sovjetunionen, med sammanlagt 99 män och sex kvinnor. Totalt deltog Finland i 71 tävlingar i 16 idrotter.

## Medaljer
|         | Guld | Silver | Brons | Totalt |
| ------- | ---- | ------ | ----- | ------ |
| Finland | 3    | 1      | 4     | 8      |

### Guld
- Tomi Poikolainen - Bågskytte individuellt
- Pertti Karppinen - Rodd Singelsculler
- Esko Rechardt -  Segling Finnjolle

### Silver
- Kaarlo Maaninka - Friidrott, 10 000 meter

### Brons
- Päivi Meriluoto - Bågskytte individuellt
- Kaarlo Maaninka - Friidrott, 5000 meter
- Mikko Huhtala  - Brottning Grekisk-Romersk Weltervikt
- Jouko Lindgrén och Georg Tallberg  - Segling, 470

## Boxning
Lätt flugvikt
- Antti Juntumaa
  - Första omgången — Besegrade Beruk Asfaw (Etiopien) efter knock-out i den första omgången
  - Andra omgången — Förlorade mot Dumitru Şchiopu (Rumänien) på poäng (1-4)

Bantamvikt
- Veli Koota
  - Första omgången — Bye
  - Andra omgången — Besegrade Fazlija Sacirovic (Jugoslavien) efter att domaren stoppade matchen i den andra omgången
  - Tredje omgången — Förlorade mot Bernardo Piñango (Venezuela) efter diskvalificering i den andra omgången

Fjädervikt
- Hannu Kaislama
  - Första omgången — Förlorade mot Rudi Fink (Östtyskland) på poäng (0-5)

Weltervikt
- Martti Marjamaa
  - Första omgången — Besegrade Roland Omoruyi (Nigeria) på poäng (5-0)
  - Andra omgången — Förlorade mot Ionel Budusan (Rumänien) efter att domaren stoppade matchen i den tredje omgången

Mellanvikt
- Tarmo Uusivirta
  - Första omgången — Bye
  - Andra omgången — Förlorade mot Jerzy Rybicki (Polen) efter att domaren stoppade matchen i den andra omgången

## Bågskytte
För första gången ställde Finland upp med kvinnor i den olympiska bågskytteturneringen. I den individuella damtävlingen vann Päivi Meriluoto bronsmedalj. För tredje gången deltog finländska bågskytteherrar i OS. Bland herrarna placerade sig Kyösti Laasonen (som även deltagit i OS 1972 och 1976) som sjua, medan Tomi Poikolainen tog guld. Detta var Finlands första olympiska bågskytteguld genom tiderna, och den 18-årige Poikolainen blev Finlands yngste olympiska guldmedaljör.
Damernas individuella tävling
- Päivi Meriluoto — 2.449 poäng (→  Brons)
- Capita Jussila — 2.298 poäng (→ 14:e plats)

Herrarnas individuella tävling
- Tomi Poikolainen — 2.455 poäng (→  Guld)
- Kyösti Laasonen — 2.419 poäng (→ 7:e plats)

## Cykling
Herrarnas linjelopp
- Harry Hannus
- Kari Puisto
- Mauno Uusivirta
- Sixten Wackström

Herrarnas lagtempolopp
- Harry Hannus
- Kari Puisto
- Patrick Wackström
- Sixten Wackström

Herrarnas förföljelse
- Sixten Wackström

Herrarnas sprint
- Paul Ahokas

## Fotboll
Herrar
Gruppspel
|             | Spelade | Vinster | Oavgjorda | Förluster | Gjorda mål | Insläppta mål | Poäng |
| ----------- | ------- | ------- | --------- | --------- | ---------- | ------------- | ----- |
| Jugoslavien | 3       | 2       | 1         | 0         | 6          | 3             | 5     |
| Irak        | 3       | 1       | 2         | 0         | 4          | 1             | 4     |
| Finland     | 3       | 1       | 1         | 1         | 3          | 2             | 3     |
| Costa Rica  | 3       | 0       | 0         | 3         | 2          | 9             | 0     |

## Friidrott
Herrarnas 1 500 meter
- Antti Loikkanen
  - Heat — 3:40,5
  - Semifinal — 3:43,6 (→ gick inte vidare)

Herrarnas 5 000 meter
- Kaarlo Maaninka
  - Heat — 13:45,8
  - Semi Final — 13:40,2
  - Final — 13:22,0 (→  Brons)

- Martti Vainio
  - Heat — 13:45,2
  - Semi Final — 13:30,4
  - Final — 13:32,1 (→ 11:e plats)

Herrarnas 10 000 meter
- Kaarlo Maaninka
  - Heat — 28:31,0
  - Final — 27:44,3 (→  Silver)

- Lasse Virén
  - Heat — 28:45,8
  - Final — 27:50,5 (→ 5:e plats)

- Martti Vainio
  - Heat — 28:59,9
  - Final — 28:46,3 (→ 13:e plats)

Herrarnas maraton
- Håkan Spik
  - Final — 2:22:24 (→ 32:a plats)

- Lasse Virén
  - Final — fullföljde inte (→ ingen placering)

- Jouni Kortelainen
  - Final — fullföljde inte (→ ingen placering)

Herrarnas 110 meter häck
- Arto Bryggare
  - Heat — 13,77
  - Semifinal — 13,78
  - Final — 13,76 (→ 6:e plats)

Herrarnas 3 000 meter hinder
- Tommy Ekblom
  - Heat — 8:27,8
  - Semifinal — 8:24,3
  - Final — 8:40,9 (→ 12:e plats)

- Vesa Laukkanen
  - Heat — 8:38,4
  - Semifinal — 8:33,3 (→ gick inte vidare)

Herrarnas 20 km gång
- Reima Salonen
  - Final — 1:31:32,0 (→ 9:e plats)

Herrarnas 50 km gång
- Reima Salonen
  - Final — fullföljde inte (→ ingen placering)

Herrarnas längdhopp
- Oli Pousi
  - Kval — startade inte (→ ingen placering)

Herrarnas tresteg
- Olli Pousi
  - Kval — ingen notering (→ gick inte vidare)

Herrarnas kulstötning
- Reijo Ståhlberg
  - Kval — 20,53 m
  - Final — 20,82 m (→ 4:e plats)

Herrarnas diskuskastning
- Markku Tuokko
  - Kval — 62,14 m
  - Final — 61,84 m (→ 9:e plats)

Herrarnas släggkastning
- Harri Huhtala
  - Kval — 72,46 m
  - Final — 71,96 m (→ 9:e plats)

- Juha Tiainen
  - Kval — 70,82 m
  - Final — 71,38 m (→ 10:e plats)

Herrarnas spjutkastning
- Antero Puranen
  - Kval — 84,02 m
  - Final — 86,15 m (→ 5:e plats)

- Pentti Sinersaari
  - Kval — 80,30 m
  - Final — 84,34 m (→ 6:e plats)

- Aimo Aho
  - Kval — 82,12 m
  - Final — 80,58 m (→ 9:e plats)

Herrarnas stavhopp
- Tapani Haapakoski
  - Kval — 5,40 m
  - Final — 5,45 m (→ 9:e plats)

- Rauli Pudas
  - Kval — 5,35 m
  - Final — 5,25 m (→ 12:e plats)

- Antti Kalliomäki
  - Kval — no mark (→ gick inte vidare)

Herrarnas tiokamp
- Esa Jokinen
  - Final — 7826 poäng (→ 9:e plats)

- Johannes Lahti
  - Final — 7765 poäng (→ 11:e plats)

Damernas 100 meter
- Helinä Laihorinne
  - Heat — 11,70
  - Kvartsfinal — fullföljde inte (→ gick inte vidare)

Damernas diskuskastning
- Ulla Lundholm
  - Kval — DNS (→ gick inte vidare)

Damernas spjutkastning
- Tiina Lillak
  - Kval — 56,26 m (→ gick inte vidare)

## Fäktning
Herrarnas värja
- Heikki Hulkkonen
- Mikko Salminen
- Peder Planting

Herrarnas lagtävling i värja
- Heikki Hulkkonen, Kimmo Puranen, Peter Grönholm, Peder Planting, Mikko Salminen

## Modern femkamp
Herrarnas individuella tävling
- Heikki Hulkkonen — 5227 poäng, 10:e plats
- Jussi Pelli — 5032 poäng, 24:e plats
- Pekka Santanen — 4828 poäng, 31:a plats

Herrarnas lagtävling
- Hulkkonen, Pelli och Santanen — 15.087 poäng, 7:e plats

## Källhänvisningar
1. ↑  ”Finland at the 1980 summer games”. Arkiverad från originalet den 4 augusti 2014. https://web.archive.org/web/20140804134820/http://www.sports-reference.com/olympics/countries/FIN/summer/1980/. Läst 18 juli 2014.
2. ↑  "Päivi Meriluoto-Aaltonen". Arkiverad 20 oktober 2012 hämtat från the Wayback Machine. Sports-reference.com. Läst 5 augusti 2014. (engelska)
3. 1 2  "Archery at the 1980 Moskva Summer Games: Men's Individual". Arkiverad 23 september 2011 hämtat från the Wayback Machine. Sports-reference.com. Läst 5 augusti 2014. (engelska)